# Benefício fiscal
O benefício fiscal é um regime especial de tributação que envolve uma vantagem ou simplesmente um desagravamento fiscal perante o regime normal, assumindo-se como uma forma de isenção, redução de taxas, deduções à matéria coletável, amortizações e/ou outras medidas fiscais dessa natureza.

## Características
Os benefícios fiscais tanto podem ser deduzidos dos rendimentos declarados, enquanto os outros subtraem-se directamente do montante da coleta.
Exemplos de benefícios fiscais mais relevantes abatidos do montante da coleta são: a Educação; que engloba despesas de educação do agregado familiar, a Habitação; que implica os juros e as amortizações ou as rendas de habitação permanentes, a Saúde; que engloba as despesas incluindo juros e dividas. 
Exemplos de benefícios fiscais abatidos do rendimento: Aplicações a prazo (inclusive os PPR), Acções, Pensões, Quotas Sindicais e Donativos a instituições.

## Estatutos
O Estatuto dos Benefícios Fiscais (EBF), aprovado pelo Decreto-Lei 215/89 de 1 de Julho, contém os 
princípios fiscais a que deve obedecer a criação das situações de benefício, as regras da sua atribuição 
e reconhecimento administrativo e o elenco desses mesmos benefícios, com um duplo objectivo:
1.º - Garantir maior estabilidade aos diplomas reguladores das novas espécies tributárias;
2.º - Conferir um carácter mais sistemático ao conjunto dos benefícios fiscais.
Na revisão do regime, concretizada com a aprovação do Estatuto dos Benefícios Fiscais, entendeu o 
Governo acolher vários princípios que passam pela: 
a)Atribuição aos Benefícios Fiscais de um carácter obrigatoriamente excepcional, só devendo ser 
concedidos em casos de reconhecido interesse público; 
b)Pela estabilidade, de modo a garantir aos contribuintes uma situação clara e segura; 
c)Pela Moderação, dado que as receitas são postas em causa com a concessão de benefícios, quando o país 
tem de reduzir o peso do défice público; 
d)Realização de Investimentos em infra-estruturas e serviços públicos.
e) Realização das contas fornecedores(22) e clientes(21) e Outras Contas  Receber e a Pagar (27) 

## Fonte
- - Guia dos Benefícios Fiscais 2008 - Optimize
- - Declarações Electrónicas